# سیارک ۳۱۴۱۴
سیارک ۳۱۴۱۴ (به انگلیسی: 31414 Rotarysusa، نامگذاری:1999AV22) سی و یک هزار و چهارصد و چهاردهمین سیارک کشف شده‌است که در ۱۴ ژانویه ۱۹۹۹ کشف شد.